# Rosa luciae
Espèce
Rosa luciae, le rosier de Wichura, est une espèce de plantes à fleurs de la famille des Rosaceae. C'est un rosier classé dans la section des Synstylae, originaire d'Asie orientale : Chine (Fujian, Guangdong, Guangxi, Zhejiang) Taïwan, Japon (îles Ryukyu), Corée, Philippines.
Il forme des fourrés dans les régions côtières, sur les falaises maritimes, sur terrains calcaires, jusqu'à 500 mètres d'altitude.
Il en existe plusieurs variétés :
- Rosa luciae var. luciae, à fleurs blanches,
- Rosa luciae var. rosea H. L. Li, à fleurs roses.
- Rosa wichuraiana Crép. ou Rosa luciae  var.wichuraiana. Le botaniste japonais Hideaki Ohba a invalidé en 2000 la dénomination Rosa wichuraiana au profit de Rosa luciae[1].

## Description
C'est un arbrisseau rampant ou grimpant de 3 à 5 mètres de haut. Les tiges rampantes peuvent se marcotter aux nœuds.
Les feuilles, longues de 5 à 10 cm, luisantes, glabres, ont généralement cinq à sept folioles, plus rarement neuf.
Les fleurs, simples à cinq pétales, blanches ou roses, odorantes, de 1,5 à 3 cm de diamètre, sont solitaires ou regroupées en corymbes. La floraison se produit de la fin du printemps au milieu de l'été.
Les fruits sont globuleux, rouge noirâtre et ont de 6 à 18 mm de diamètre.

## Culture et utilisation
Rosa luciae est cultivé comme plante ornementale dans les jardins où il est apprécié comme couvre-sol sur les talus. Son nom est dû à Lucie Savatier, épouse de l'explorateur et botaniste français, Ludovic Savatier.
C'est le parent de tous les grimpants actuels à feuilles luisantes. Le rosiériste Albert Barbier l'a beaucoup utilisée dans un grand nombre de ses créations. Rosa wichuraiana fut à l’origine des immenses  grimpants obtenus par les rosiéristes orléanais, ce qui contribua à la renommée de la rose à Orléans, au début du XXe siècle.
Ce n’est qu’en 1899, soit une quarantaine d’années après l’introduction en Europe de Rosa wichuraiana par le diplomate prussien Max Ernst Wichura, qu’apparaissent les premiers hybrides de wichuraiana. Ce sont d’abord les Américains qui obtinrent les premiers hybrides de wichuraiana : Manda en 1899 avec 'Gardenia' (née du mariage de Rosa wichuraiana x Perle des Jardins), ‘May Queen’ et ‘Jersey Beauty’ ; Perkins en 1901 avec le célèbre ‘Dorothy Perkins’ et Van Fleet en 1906 avec ‘American Pillar’. Mais ce fut à Orléans, que Fauque, Eugène Turbat et surtout René Barbier approfondirent les recherches sur l’hybridation de Rosa wichuraiana et obtinrent  plus de soixante grimpants, dont beaucoup sont sauvegardés à L’Haÿ-les-Roses et à Sangerhausen en Allemagne.
- Fauque : près de sept hybrides de wichuraiana dont ‘Gerbe Rose’ et ‘La Perle’ en 1904, ‘Diabolo’ et ‘Miss Helyett’ en 1908,  ‘Francis’ en 1909 et ‘Aviateur Blériot’ en 1910.
- Eugène Turbat : près de dix-sept hybrides de wichuraiana dont ‘Louis Sauvage’ en 1914, ‘Beauté orléanaise’ en 1919, ‘La Fraîcheur’ en 1921, ‘Papa Rouillard’ en 1923, ‘Ardon’ en 1925.
- Barbier & Cie : près de quarante hybrides de wichuraiana. Dès 1900, il en obtint cinq, 'Albéric Barbier', 'François Foucard', 'Auguste Barbier', 'Paul Transon' et 'René André'. Puis cinq autres en 1901, 'Adélaïde Moullé', 'Cramoisi Simple', 'Edmond Proust', 'Elisa Robichon' et 'Rubra' dont beaucoup portent le nom de membres de son personnel[3]. Son obtention de 1907 'François Guillot', aux fleurs blanches, est toujours présente dans les jardins d'aujourd'hui[4], ainsi que 'Primevère', obtenu en 1929.

## Hybrides deRosa wichuraianaet deRosa luciae
- hybrides de Rosa wichuraiana[5]

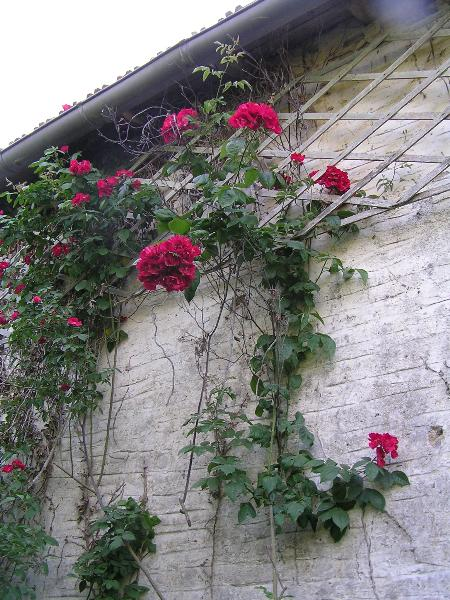
'American Pillar'.

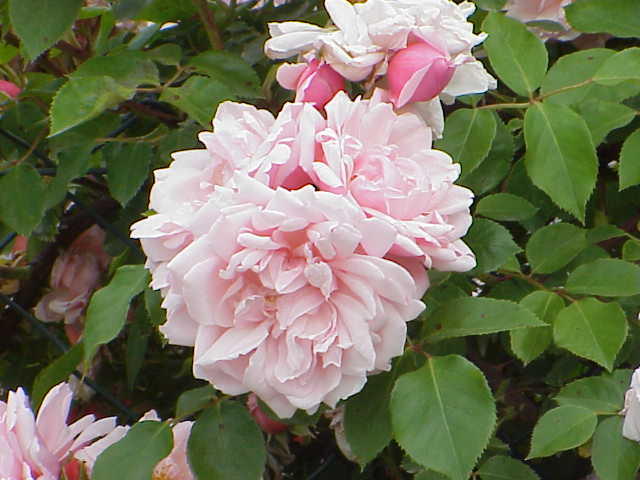
'Albertine'.

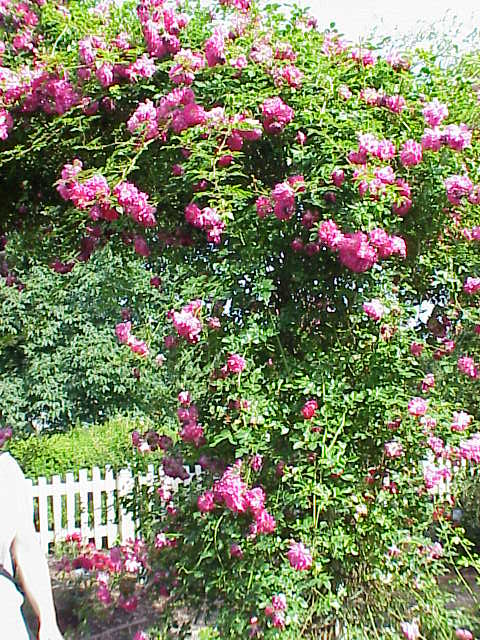
'Alexandre Girault'.

  - 'American pillar' grimpant très vigoureux aux bouquets de fleurs rouges simples de mai à juillet, hybride obtenu par Van Fleet en 1902 (Rosa wichuraiana × Rosa setigera) : hybride remontant à fleurs rouges
  - 'Alida Lovett', aux fleurs roses, obtenu par Van Fleet en 1905
  - 'Débutante' rosier grimpant rose aux fleurs doubles, tuyautées, qui résiste bien aux maladies, obtenu par Walsh en 1902 (Rosa wichuraiana × 'Baronne de Rothschild')
  - Dr W. Van Fleet, dont descend 'New Dawn' qui, lui, est remontant
  - 'Evangeline' aux grandes fleurs blanches tachées de rose
  - 'Lady Gay', 'Lady Godiva', 'Merveille de la Brie' un peu oubliés
  - 'Dorothy Perkins', 'White Dorothy Perkins' et 'Excelsa' ('Dorothy Perkins' rouge) à la floraison abondante, mais très sensibles aux maladies
- hybrides de Rosa luciae (les plus connus)[6]
  - 'Albéric Barbier' aux fleurs blanc ivoire très doubles à quartier venant de boutons jaunes
  - 'Albertine' aux fleurs roses saumon semi-doubles, qui aime la mi-ombre
  - 'Henri Barruet', 'René André', 'Léontine Gervais' aux couleurs allant du jaune au cuivré, eux aussi obtenus par Albert Barbier, tout comme 'Alexandre Girault'
  - 'Paul Noël', rosier pleureur rose et parfumé obtenu par Rémi Tanne en 1910, par croisement avec 'Monsieur Tillier' (Bernaix 1891)
- hybrides de Rosa wichuraiana ou de Rosa luciae obtenus aux États-Unis par Manda[7]
  - 'Gardenia' (Manda, 1899) vigoureux, au feuillage brillant, aux fleurs très doubles blanc crème
  - 'May Queen' (Van Fleet, 1898) rosier grimpant à la très abondante floraison de fleurs doubles en quartiers, rose lilas